# واندا یارشفسکا
واندا یارشفسکا (لهستانی: Wanda Jarszewska؛ ‏ ۳ نوامبر ۱۸۸۸ – ۱۵ مهٔ ۱۹۶۴) بازیگر اهل لهستان بود.
از فیلم‌ها یا برنامه‌های تلویزیونی که وی در آن نقش داشته‌است، می‌توان به قلب مادر، دوازده صندلی، ۳۰ قیراط خوشبختی، یک همسر سیاستمدار، شاهزاده وُویتسکا، دختر ژنرال پانکراتوف، دکتر مورک، ماجراهای آنتون، اسباب‌بازی، علف جاروب و پان تفاردوفسکی اشاره کرد.